# 変身忍者 嵐
『変身忍者 嵐』（へんしんにんじゃ あらし）は、1972年4月7日から1973年2月23日まで毎日放送・NET（現・テレビ朝日）系列で毎週金曜日19時00分 - 19時30分に全47話が放送された、東映製作の特撮テレビ時代劇。
第15話より新聞のラテ欄表記が『へんしん忍者あらし』に変更された。

## 概要
『仮面ライダー』のヒットを受け、変身ヒーローに『仮面の忍者 赤影』などの時代劇の要素を加え制作された。原作者と放送局、メインライター、監督、ナレーターも『仮面ライダー』と同一で、いわば「時代劇版仮面ライダー」という趣きの作品である。

## あらすじ
江戸時代、謎の怪人・魔神斎を頭とする忍者集団・血車党が、日本を征服すべく活動を開始した。人間変身の秘伝によって父に肉体を改造された元血車党の青年・ハヤテは、変身忍者嵐に化身し、仲間の伊賀忍者たちとともに、父の過ちの償いと日本の平和のため血車党に立ち向かう。

## 主な登場人物

### 変身忍者 嵐
ハヤテ
本作品の主人公。代々血車党の首領・魔神斎の片腕として仕えてきた一家に生まれたが、魔神斎の邪悪な野望を知り、父・谷の鬼十に志願して、父の編み出した「人間変身の秘伝」により鷹の化身忍者・嵐となり、血車党壊滅を目的に日本中を旅している。本来は血車党に楯突くつもりはなく、「俺は今でも血車党を愛している」と語ったことがある。
派手な水色のビニール地の忍び装束を着て、長髪に金属製の陣鉢（じんぱち）を着用するのが前期の定番のスタイルだった。第21話からは普段は浪人や町人などに扮し、戦闘時には銀色の忍び装束を身に着け、バンダナを巻かなくなった代わりに丁髷を結うようになり、第40話からは商人や虚無僧などに扮するようになる。
畳返しなどの忍術や刀の腕はもちろん、素手戦闘でもかなりの実力を発揮する。どんな毒にも耐えるよう訓練しており、南蛮渡りの馬も殺す毒を盛られても死ななかった。主な武器は愛刀・ハヤカゼと羽根手裏剣。
第39話で新生嵐になってからは刀の代わりに碎や釵を使用するようになり、変身前の声も合体しているフユテの声になる。
大魔王サタンの登場以降、苦悩したり仲間を突き放したりと陰の性格が目立つようになる。
変身忍者 嵐
谷の鬼十が編み出した「人間変身の法」によりハヤテが変身する鷹の能力を持つ変身忍者（化身忍者）。所定の動作を取りつつ「吹けよ嵐、嵐、嵐」と叫び、背中の刀の鍔を鳴らすと、その特殊な振動により脳神経が異常活動を始め、体の細胞配列を変えて、嵐に変身する。第21話以降、刀を使わずに動作と「変身」の掛け声だけで変身するようになった。
素早い動きと数々の忍術で敵を倒す。ジャンプ力は10メートル。また、目が見えなくても臭いで敵の居場所を突き止めるほどの嗅覚も備えている。主要武器は変身前と同じ愛刀・速風と羽根手裏剣。通常の弓矢、飛行凧、火薬玉、吹き矢、龕灯なども使用可能。主な必殺技は秘剣影うつしと嵐旋風斬り。
各地での血車党との戦いから知名度は高く、17話では江戸の街で子供達の憧れの存在となっていることが示されている。
- 嵐の衣装の手足の部分は当初、羽根を一枚一枚貼り付けたものが用意され、第1話のみ使用された。第2話からは羽根を模様で表現したものに変更されたが、その後も変更前のものがしばらくの間オープニング・エンディングタイトルで使われたほか、まんがまつり版のポスターでもこの第1話の嵐が使われている。
- 石森プロによる初期デザイン画での名称は仮面忍者 赤鷲であり、形状は完成デザインと同じであったが頭部が赤かった。

新生嵐
第39話で魔神斎によって火口に落とされた嵐は溶岩の海の中で兄・月ノ輪と合体、パワーアップして新生嵐となった。武器はバトン、必殺技は目から放つ光線のガンビーム。「変身」と叫びながら合体以前と同じポーズをとりジャンプすることで変身する。変身すると大魔王サタンの呪いをかけられた母が地獄の苦しみを味わうため、頻繁に変身できないという弱点がある。「逆変身」と叫ぶことで変身を解除する。

#### 嵐の武器・超能力・忍術
ハヤカゼ
ハヤテが変身前から使用している愛刀。第19話ではキバギツネの磁石吸い寄せの術に対抗して、磁石に吸い寄せられない金属で刀を作り変えた。変身前に敵に折られても、変身すると刀も再生する。
秘剣影うつし
愛刀「速風」の刀身に敵の影を映し、間合いを測って光を浴びせ、錯覚でタイミングを狂わせて斬る必殺技。斬り方は特に決まっていなかったが、後にジャンプをして急降下してから斬りつけるパターンに統一された。体が油脂で覆われているトゲナマズのような、通常の斬撃が効かない相手にも有効。分身した相手の本体を見分けることも可能。死人ふくろうの超音波もこの技で跳ね返した。新生嵐になってからはガンビームを必殺技として使用するようになるが、最終回ではこの技でサタンの頭部を刎ね飛ばしている。
毒蛾くノ一との戦いでは、腕のみを狙って斬りつける際に二段斬りという応用技を使用した。
嵐旋風斬り
刀を旋風回転させた後、敵を斬る必殺技。旋風回転を利用して炎を消すことも可能。マーダラの死の煙を吹き飛ばした。急降下しながらの旋風回転嵐旋風落とし、ゴーレムの地獄の砂やサイレンの音波を跳ね返した嵐旋風返し、最終決戦で使用した嵐旋風起こしという応用技もある。
羽根手裏剣
十字型と短刀型のほか、鎖付きのものもある。体の羽根を手裏剣として使うという設定だが、変身前でも使用可能。
忍法羽根隠れ
大量の羽根を散らして敵の目をくらませる。主に撤退する際に使用する。
バトン
新生嵐になってから、刀の代わりに使用するようになった武器。伸縮する十手状の武器。打撃武器として使えるのはもちろん、先端から鞭を出したり、必殺技級の威力を持った破壊光線も発射可能。魔術よけの秘法が備わった大刀に変形させて敵の術を破ることもできる。
正義の光線・ガンビーム
新生嵐の必殺技。眼から光線を放つ。この技で倒された妖怪は、サタンの魔法陣による妖術でも復活できない。当初は両眼から発した十字の光が回転するだけの映像効果だったが、のちに合成作画を用いた光線技らしいものに変更された。
稲妻落とし
空中高く舞い上がり、急降下しながら敵を斬り裂く必殺技。ドクダヌキとバラーラを倒した。
嵐飛び投げ
敵を掴んでジャンプし、空中で敵を投げ飛ばす。鋼鉄よりも硬いイノシシブライを投げ飛ばし、大砲にぶつけて倒した。
十字撃ち
十字架に弱いドラキュラを倒した必殺技。速風と下忍から奪った刀の二本を交差させて十字を作り、敵が怯んだ隙に両方の刀で交互に斬りつけ、とどめに刀を交差させて一撃を加える。
嵐稲妻斬り
ジャンプして、空中でのきりもみ回転から急降下斬りを決める必殺技。ドーテムを倒した。
嵐岩石通し
ジャンプして刀を投げつける必殺技。ワーラスを倒した。
壺真っ向割り
空飛ぶ壺に入って逃げるグレムリンを、空中で壺ごと縦に一刀両断した技。
忍法自在縄
命令どおりに動く、伸縮自在の縄を放つ。縄を木々の間に網状に張り巡らし、毒うつぼを閉じ込めた。
忍法嵐の飛躍
強力なジャンプ。第5話で使用。
忍法飛び石
敵集団の肩の上を、飛び石を渡るようにわたって敵の背後に回り込む。第5話で使用。
忍法岩通し
岩場で爆発を起こして退却する。第9話で使用。
火炎手裏剣
死人ふくろうの忍法「闇夜呼び（周囲を闇に包む）」を破った。
忍法返し槍
吸血ムカデの投げ槍を刀で弾き返した。
忍法火消し布（きれ）
身につけている紫のマフラーを外して大きな布（きれ）に変化させ、火の上にかぶせて消す。忍法火炎地獄で周囲に炎を発生させるゲジゲジ魔に使用、火を消すと同時に敵に布をかぶせて動きを封じた。
代わり身の術
第14話で使用。崖に落とされた後、追って来た再生怪人たちを倒し、そのうちの一人（トゲナマズ）をハヤテに化けさせて横に寝かせ、その周囲に再生怪人たちの死体を立たせて、追って来た人食いガラスを惑わせた。第25話では敵の罠を藁人形と入れ替わってかわした。
指目つぶし
左手の指で敵の両目を突く。カワウソに使用。
伊賀の雷筒
ドクダヌキのカラクリ屋敷を爆破し、脱出するために使用した爆薬。
忍法痺れ煙
痺れ薬入りの煙玉を投げてフランケンの目を晦まし、傷ついたタツマキを助け出した。
嵐稲妻縛り
短刀型羽根手裏剣から電撃を放って敵の動きを止め、手裏剣を投げつける。体をバラバラにできるフランケンの首に使用、首と体を同時にしびれさせた。
嵐四方破り
スフィンクスの呪いの箱から脱出するために使用した技。呪いの力の源である箱内の4つのクモの絵を、両手を交差させてから広げることで一度に攻撃して箱を破壊した。
変身術
魔女ザルバーに殺された伊賀忍者・黒丸に化けて、ザルバーを惑わせた。
悪魔祓い
変身前に使用。両手で印を結び、気合を入れる。ドーテムの術にかかった姉妹の姉を元に戻した。
忍法土潜り
一瞬で地中に潜る。「潜り」と言っても、瞬間移動のように消え、穴も残らない。第31話で使用。
紋所
第36話でサイレンの怪音波を遮断するために、耳栓として使用。
忍法空駆けの術
第39話で使用。カゲリとツユハを抱えたまま飛行して火山の火口を上る。
忍法羽根分身（本編未使用）
エンディングの歌詞には存在するが、本編では使用されていない術。原作漫画では音よりも早く動くことで分身する術とされている。
自らの超能力をぶつける技（名称不明）
嵐の最後の技。自らの全超能力を妖原子球にぶつけて、円盤ごと破壊した。

### ハヤテの仲間たち
名張のタツマキ（）
江戸幕府の命を受け、血車党の動向を調査していた伊賀忍者。血車党の企みを知り、ハヤテの仲間となって娘のカスミ、息子のツムジとともに血車党壊滅の旅に加わる。伊賀の八方投げ（八方手裏剣を投げる）、伊賀のマキビシ固め、水遁の術、伊賀流縄縛り、忍法地降り傘（大きな布や唐傘を使い、ムササビのように高いところから滑空する）、伊賀のつむじ隠れ（煙玉を爆発させて逃げる）、縄抜けの術といった、さまざまな忍術を使いこなす。人形彫りも得意。
前期では伊賀者の黒い忍者装束と、ビニール地の茶色の忍者装束を着分けていたが、中盤からは黒装束と町人姿を使い分けるようになる。魔神斉と悪魔道人から取り返した「忍者大秘巻」天・地の巻を百地三太夫に返すため、一度伊賀の里へ戻るが、大魔王サタンとの最終決戦の際には伊賀の5人衆を連れてハヤテの許へ駆けつけた。
- 企画書の名称は、旋風（）であった。

カスミ
タツマキの娘。弟のツムジとともに化身忍者に襲われたところをハヤテに助けられ、仲間となる。明るく勝気な性格。江戸で医学を学んでおり、傷の手当てが得意。基礎的な忍術も会得している。ハヤテからもらった横笛「涼風」は、吹くと特殊な音波を発し、ハヤテの刀と共鳴してハヤテに危険を知らせる。前期ではビニール地の紫の忍者装束と水色のマフラー・アンダーショーツを着ていたが、第20話からは戦闘時は黒い忍者装束、普段は町娘の格好をするようになる。当初は髪をおろしていたが、第17話からはポニーテールになった。
- 林のスケジュールの都合から第32話で降板する。第29話では登場せず、第30 - 32話ではラストのみ登場。
- 企画書の名称は、霞（）であった。

ツムジ
カスミの弟。好奇心が強いが、それゆえに敵に罠にはまることも多い。流れ星手裏剣や特製煙玉、父と同じ忍法地降り傘などを得意とするが、忍術の腕はまだ修行の身である。猫と生卵が苦手。前期ではビニール地の緑の忍者装束を着ていたが、中盤からは黒い忍者装束を着るようになり、普段は袴姿となる。一度はタツマキとともに伊賀の里へ帰ったが、円盤の存在をハヤテに知らせようとして伊賀のムササビ飛行機を勝手に使用し里を飛び出し、ハヤテの後を追うようになる。
- 企画書の名称は、疾風（）であった。

谷の鬼十（）
ハヤテの父。嵐や化身忍者を作り出す、人間変身の秘術を編み出したのも彼である。組織の実態を知り、息子とともに血車党を抜け出し、ハヤテを嵐に改造した後、骸骨丸に殺される。
- 企画書の名称は、山崩（）であった。

月ノ輪（）
第21話から登場。西洋妖怪を追って来日した謎の仮面剣士。西洋妖怪に苦戦する嵐の許にたびたび駆けつけ、敵の弱点を教えたり、人質を助けるなどの助太刀をする。その正体はハヤテの双子の兄・フユテ（演：南城の二役）であり、弟同様に人間変身の法により変身する熊の能力を持った変身忍者。彼ら兄弟は一方が傷つけばもう一方も傷つく宿命にある。魔神斎と悪魔道人の策略によって火山の火口に落とされた嵐を救うために嵐と合体、新生嵐となった。
瞬間移動によって出現し、普通の刀で倒せない狼男にも有効な腰に差した銀製の小太刀を武器としている。刀には強いが鎌には弱いメドーサを倒すために嵐に貸した十字架状の鎌、第35話で使用したドス状の投げ短剣、透明のミイラ男に色をつけた金粉といった武器も持つ。「クラーム」の呪文で自在に姿を消す能力や、十字架状の光を発生させる、鏡の世界に入る、眼を光らせて煙を跳ね返すといった超能力が使える。その体は月の光が差しており、西洋妖怪の魔力を光で無力化するため、メドーサ化石の術でも石にならない。設定では「必殺三日月斬り」という必殺技を使えるとあるが未使用。
- デザインモチーフはツキノワグマで、平山の設定ノートにも「大岩を持ち上げる 岩をぶち抜く」として熊の力強さがイメージされていた。

カゲリ
第38話から登場。かつて血車忍者300人の中で誰も彼には勝てず、血車党随一と呼ばれていた血車党の抜け忍・鬼目の源十郎の娘。妹のツユハともども、魔神斎に襲われたところをハヤテたちに助けられる。そして、魔神斎に父を殺されたことをきっかけに、ハヤテに協力するようになる。気っ風のいい性格。

ツユハ
第38話から登場。カゲリの妹。姉とともにハヤテを援護する。

シノブ
第40話から登場したハヤテの生き別れの母。ハヤテに後述の「サタンの鈴」の秘密を教えたために大魔王サタンによって盲の呪いをかけられて地上に追放され、盲目のままハヤテを求めて旅をしている。また、ハヤテが嵐に変身するたびに彼女が地獄の苦しみを味わうという呪いをかけられている。そのため、ハヤテは無闇に嵐に変身できなくなった。

イタチ小僧
第40話から登場。街道筋を荒らす泥棒。お人好しだが強欲な性格で高所恐怖症。カゲリに一目惚れし、ツムジとともにハヤテ一行の後を追い、手助けをするようになる。

ハヤブサオー
ハヤテの愛馬。普段は白馬だが、ハヤテが嵐に変身すると、同時に仮面（競走馬でいう「メンコ」）をつけ、人語を解する黒い「忍馬」に変身する。これにより知能が向上し、嵐の言葉を理解できるようになるらしい。時速100キロの走行速度と、それを数時間維持する持久力、幅100メートルの谷間を飛び越える跳躍力、1キロ先の敵を発見する視力を誇る。第20話で降板。
- 石森によるラフデザインでは、仮面はハヤブサを模したデザインであった。
- ハヤテ役の南城は乗馬経験がなく、本作品のために訓練を行ってもものにはならなかったが、ハヤブサオーを演じたジュラク号は帝国劇場での演技経験もある利口な馬であったため、南城は掴まっているだけで演技が成り立っていた。試写を見た毎日放送の人間はこのことに気づかず、南城に対し乗馬の腕を褒めたという。
- ハヤブサオーの降板理由について、プロデューサーの平山亨は「都内で馬を使うのが難しかった割に、『仮面ライダー』のサイクロン号や『超人バロム・1』のマッハロッド号ほど子供たちに受けなかったから結局削ることにした」と語っている。

### 血車党
「血の掟」によって団結する千年の伝統を持った忍者集団。富士山麓に根城を置き、動植物の能力を有する化身忍者を操り、どくろ館と呼ばれる基地を全国各地に建設し、平和になりつつあった世の中を武力を用いて再び戦乱の世に戻し天下を掌握せんと企む。嵐の出現によって日本征服が遅れたため、西洋怪人を引き連れた悪魔道人と協定を結び嵐を苦しめた。実は大魔王サタンが陰で操っていた。
血車魔神斎（）
血車党の頭領。二百の下忍を従え自らが世の中を武力で支配しようという野心を抱く。そのために谷の鬼十を殺し、彼の編み出した秘術「人間変身の秘伝書」を奪い、多くの化身忍者を作り出した。全身を西洋の甲冑と鉄仮面で包み、黒いマントを羽織り、先端の尖った金属製の杖を持った姿をしている。雷雲を呼ぶ術など様々な呪術を使い、瞬時に爆煙となってどくろ館に移動する能力を持つ。毒蛾くノ一や骸骨丸などの裏切り者は地割れに落とし、「地獄の業火」で焼き尽くす。第39話で新生嵐のバトン光線を受け、大魔王サタンが操る機械人形としての正体を晒して機能停止した。
- 第46話でハヤテの母の顔に被せられた「インドの呪いの仮面」は、魔神斎の仮面を流用したもの。

骸骨丸（）
血車党の上忍（指揮官）。頭蓋骨の一部がはみ出たような顔をしている。刀と鞭が武器。普段は黄金の羽織を身にまとう。二つの心臓を体内に持つと言われるため不死身の体を持ち、タツマキは彼を苦手としている。南蛮の言葉にも通じており、死体を操る「死人操り」の術を使う他、第1話では川から毒うつぼ（化身忍者）を呼び出す術などの血車忍法を披露している。悪魔道人の登場とともに、「修行の積み直しをさせる」として大魔神像の足元に閉じ込められ、しばらく登場しなくなる。第38話で開放され、鬼目の源十郎を利用して嵐を倒そうと企むも失敗。最後は月ノ輪に追い詰められ、魔神斎の秘密を話すことを条件に命乞いをするも、悪魔道人に不死身の魂を奪われて「地獄の業火」で跡形もなく焼き尽くされた。

化身忍者
谷の鬼十の編み出した秘術「人間変身の秘伝書」を元に生み出される怪忍者（中忍）の総称。蛇の抜け殻を応用した分身術を使うオニビマムシや、ゲジゲジの再生力で斬られた身体を復元するゲジゲジ魔など、それぞれが特定の動物や虫の能力を持っている。彼らに仕える下忍らは、彼らと同じ雄叫びを発するようになる。
化身忍者の製法には、死人の臓腑や手足を使ったり（死人ふくろう）、大甕で数種類の秘薬に漬け込まれる（卍カマイタチ）などが見られた。外科的手法なのか呪術的手法なのかは明示されていないが、第6話では手術の仕上げに素材となる動物の魂を憑依させると説明されている。最後に包帯で全身を巻かれて数日を過ごすが、全身の細胞を変化させるため、この間大変な痛みを伴うという。

血車党下忍
骸骨丸や化身忍者の手足となり暗躍する下級忍者集団（下忍）。網目の覆面を被っており、掛け声は登場する化身忍者に応じて変化する。「血の掟」によって縛られ、作戦に失敗すれば容赦なく処刑されることも多い。卍カマイタチなど下忍から化身忍者になったものもいる。魔神斎が悪魔道人と結託した後は、西洋怪人の配下となってこれを助ける。隠密行動で変装する際には水色の足袋を履いている。覆面を取った素顔は骸骨丸と同じメイキャップに、額に血車党の朱印が押されたもの（第22話）。騎馬部隊や、イノシシブライ配下のレインジャー部隊などの特別部隊も存在する。サイレン配下の下忍は古代ローマの剣闘士を彷彿とさせる剣と盾の装備でハヤテたちを迎え撃った。

### 西洋妖怪軍団
嵐によって日本征服が遅れていた血車党が呼び寄せた妖怪軍団。血車党の化身忍者をはるかに凌ぐ能力を持つ西洋怪人を操り嵐を苦しめた。実は大魔王サタンが陰で操っていた。
悪魔道人（）
西洋妖怪軍団の首領。魔神斎により呼び出され、日本征服の暁には領土を折半するという契約で、血車党と結託する。黒いローブをまとっている。飛騨・霧ケ峰にある霧とともに出現し霧とともに消えるスフィンクス像に酷似した大魔神像を根城とし、千里を見通す水鏡で外界を見つつ、部下の西洋妖怪と連絡を取る。その正体は魔法陣から大魔王サタンが召喚した傀儡で、一度は嵐のバトンからの光線で倒されたが、ガンビームで粉砕されなかったため、最終決戦の際に大魔王サタンの力で復活。撃ち込まれた相手を操る特殊な魔弾を発する大型機関砲で嵐の仲間たちを僕として、嵐を罠にかけるが、ガンビームの前に敗れ去る。

大魔王サタン
血車魔神斎や悪魔道人を陰で操っていた全能の支配者。とある山の地下に隠された妖怪城を根城としている。妖怪城の天守閣を分離させた空飛ぶ円盤で世界を飛び回り、力の源である妖原子球の力で世界各地に眠る妖怪にエネルギーを与えて復活させ、手下として日本征服を企てる。ハヤテを追い詰めるためには手段を選ばないほど卑劣で、人間の良心や弱さにつけこんだ心理的動揺を誘う作戦を得意とする。杖から発する地獄の炎、相手を死ぬまで回らせる地獄独楽の術といった術が使え、嵐のガンビームも通じない。首を切り落とされても、首が本体である妖原子球と一体化することで生きられるため、倒すには妖原子球を破壊するしかない。彼が手下の妖怪たちに持たせている7つの「サタンの鈴」は、全て揃えると妖怪城の場所を知ることができる。
- デザインは高橋章が手がけた。

## キャスト

### 出演
- ハヤテ / 変身忍者嵐、フユテ（39）：南城竜也
- タツマキ：牧冬吉（1 - 39、47）
- カスミ：林寛子（1 - 28、30 - 32）[注釈 13]
- ツムジ：松葉寛祐
- 骸骨丸：曽根晴美（1 - 21、38、39）
- カゲリ：菊容子（38 - 47）
- ツユハ：佐伯美奈子（38 - 47）
- 悪魔道人：沼田曜一（21 - 39、47）
- 大魔王サタン：天本英世（39 - 47）
- イタチ小僧：潮健児（40 - 47）
- シノブ：工藤房子（40 - 47）

### 声の出演
- 変身忍者嵐（9 - 47[注釈 14]：池水通洋）
- 血車魔神斉：納谷悟朗（1 - 21、38、39）
- 月ノ輪 / フユテ（21 - 39）、ハヤテ（39 - 47）[注釈 15]：市川治
- ナレーター：中江真司

### 主なゲスト出演者
- 谷の鬼十：高松英郎（第1話）
- 庄屋：外野村晋（第1話）
- 伊賀忍者・陣内：島映二（第1話）
- 太郎兵衛：野呂圭介（第2話）
- おせい：斉藤浩子（第2話）
- 村人：丸山詠二（第2話）
- 大久保能登守：安藤三男（第3話）
- 源太：石原光真（第3話）
- 大久保家用人：山下則夫、中原正之、中村文弥、佐野房信、富士乃幸夫（第3話）
- 太郎：矢崎知紀（第4話）
- 太郎の父・権作：増岡弘（第4話）
- 発明家・留吉：砂川啓介（第5話）
- 山彦小次郎（死人ふくろう）：大和学（第6話）
- こずえ：島田淳子（第6話）
- 宿の亭主：潮万太郎（第7話）
- 千恵（毒蛾くノ一）：菊容子（第8話）
- 峠の茶屋の婆：武智豊子（第9話）
- 多助（巡礼姿の男）：高木門（第9話）
- 志津：美山ゆみ（第9話）
- 飛脚の弥平次：大神信（第10話）
- 宿の主人：中島元（第10話）
- 良太の父・彦作：轟謙二（第11話）
- 良太の母・さと：泉よし子（第11話）
- 作左：土屋靖雄（第12話）
- 正太：山田芳一（第13話）
- 三島の佐吉：東隆明（第14話）
- 村人（人食いガラス）：杉山俊夫（第14話）
- 旅人：内田嵐（第14話）
- 山伏（ザリガニ鬼）：上野山功一（第15話）
- 経丸の父：宮田光（第15話）
- 平家の落人：猪野剛太郎、山本相時（第15話）
- 発明狂の作兵衛：柳家金語楼（第16話）
- 作兵衛の息子：山下敬二郎（第16話）
- その妻：九重ひろ子（第16話）
- 作兵衛の孫・長太：小松陽太郎（第16話）
- 傀儡師（ドクダヌキ）：田中淳一（第17話）
- 紀州山賊の女頭領・お杉：岡田由紀子（第18話）
- 山賊・松之助：神太郎（第18話）
- 山賊：水木一郎（第18話） [注釈 16]
- 黒兵衛（キバギツネ）：外山高士（第19話）
- 伊賀忍者・小猿：花巻五郎（第20話）
- 伊賀忍者・典馬：中村文弥（第20話）
- 伊賀忍者・孫六：佐野房信（第20話）
- 伊勢屋清兵衛（カワウソ）：富士乃幸夫（第20話）
- ドラキュラ：加地健太郎（第21・34・35話）
- 町の娘：山田圭子（第21話）
- 伊賀忍者・黙兵衛：大塚国夫（第23話）
- 山寺の和尚（フランケン）：北九州男（第24話）
- 魔女ゴルゴン：原良子（第25話）
- 花婿：畠山麦（第25話）[注釈 17]
- 花婿の父：永井柳太郎（第25話）
- 村の娘（魔女ゴルゴン）：大森不二香（第25話）
- 百地三太夫：嵐寛寿郎（第26・27話）
- 怪僧（スフィンクス）：江見俊太郎（第26話）
- 伊賀忍者・忍兵衛：灰地順（第26・27話）
- 伊賀忍者：荒井岩衛（第26・27話）
- 百地源太夫（タランチュラ）：近藤宏（第27話）[注釈 18]
- 百地仙人の孫娘・千秋：松本うたか（第26・27話）
- 魔女メドーサ：真理アンヌ（第28話）
- 曲芸師の姉妹：木村弓美、君島由美（第28話）
- 乳母：岡村文子（第29話）
- 村の老婆：音羽久米子（第29話）
- くノ一・おぼろ（魔女ザルバー）：広瀬楊子（第30話）
- 伊賀忍者・黒丸：藤岡重慶（第30話）
- 樵：本多晋：（第31話）
- 樵の娘：松島トモ子：（第31話）
- ファイティング原田（本人役・少林寺拳法指南という設定）：ファイティング原田（第31話）
- モズマ：潮健児（第32話）
- 高見山大五郎（本人役）：高見山大五郎（第32話）[注釈 19]
- 若旦那：中村俊男（第33話）
- 異人の娘・リタ[注釈 20]：松尾悦子（第33話）
- 伊賀忍者・小次郎：斉藤真（第34話）
- ゴーレム：団巌（第34・35話）
- 本多家家老：明石潮（第34話）
- 本多家用人：相原巨典（第34話）
- グレムリン：空飛小助（第35話）
- 村人：美川陽一郎（第35話）
- ふゆ：植田多華子（第35話）
- 亥ノ吉：吉原正皓（第36話）
- 亥ノ吉の娘：石崎恵美子（第36話）
- 沢村忠（本人役・百地三太夫の弟子という設定）：沢村忠（第36話）
- 村の女（サイレン）：新草恵子（第36話）
- 月光院：佐代雅美（第37話）
- くノ一・さくら：西崎緑（第37話）
- 常吉：田村保（第37話）
- 鬼目の源十郎：戸上城太郎（第38話）
- 代官：高桐真（第40話）
- 代官の娘：広瀬隆子（第40話）
- 村人：築地博（第40話）
- 六助：梶正昭（第41話）
- 元庵（ジャワラ）：平田守（第41話）
- お蝶の母：浜田ゆう子（第42話）
- お蝶：小林伊津子（第42話）
- 太一：木津芳一（第43話）
- 太一の父：守屋俊志（第43話）
- 鏡売り（グール）：久保幸一（第43話）
- 仙造（ゴースト・ファーザー）：長島隆一（第44話）
- 農夫：深山忠昭（第46話）
- 農夫の娘：浅村厚子（第46話）

### スーツアクター
- 変身忍者 嵐[27][28]、魔神斎（一部）[28]：中村文弥
- 変身忍者 嵐（代役）[28]：石丸強志
- 変身忍者 嵐（終盤の一部）[28]、毒うつぼ[29]：岡田勝[注釈 21]
- 変身忍者嵐（第1話の一部）[30]：南城竜也
- 月ノ輪[28][31]：中屋敷鉄也
- 月ノ輪[28][31]：河原崎洋夫
- 月ノ輪[28]：千代田恵介
- 西洋怪人[28]、月ノ輪[28][31]：新堀和男
- 化身忍者[28]：瀬島達佳

ほか

## スタッフ
- 原作：石森章太郎
- 企画：平山亨、井上雅央
- 監督：内田一作、折田至、山田稔
- 脚本：伊上勝、大川タケシ、浪江志摩、滝沢真里、吉岡昭三、高久進、鈴木生朗、島田真之
- 撮影：篠原征夫、古市勝嗣
- 照明：安藤真之助、市川幸雄、五十嵐克行
- 美術：三上陸男、阿部三郎(エキスプロダクション)
- 仕上制作：映広音響
- 録音：太田克己
- 編集：菅野順吉、池原文雄、鈴木雅晴、武中昭世
- 効果：協立効果
- 記録：佐久間淑子、紀志一子、浅田万里子
- 助監督：前川洋之、梅田味伸
- 技斗：高橋一俊、大野剣友会
- 進行：西川忠邦、古泉雅
- 制作担当：中尾守、伊東暉雄
- 衣裳：東京衣裳
- かつら：太陽かつら
- 美粧：佐々木亮子
- 乗馬：第一ジュラク号、久本昇
- スタント：三隅修、JAC
- 現像：東映化学
- 音楽：菊池俊輔
- 制作：毎日放送、東映

## 主題歌
- 「嵐よ叫べ」
作詞：石森章太郎、作曲：菊池俊輔、歌：水木一郎
オープニングタイトルは一定の話数ごとに部分変更がなされた。歌も1話のみ2コーラスだったが2話以降は2コーラス目がメロオケ[注釈 22]に変更[9]。6話から37話までは冒頭に各話の登場怪人（化身忍者、西洋妖怪）の紹介映像が数秒挿入された[9]。ラストのナレーションは19話以降削除、メロオケのメロディが変更されたりと試行錯誤が続いた。第40話以降のオープニングタイトルは全面的に変更されている[注釈 23]。
- 「われらは忍者」[注釈 24]
作詞：伊上勝、八手三郎、作曲：菊池俊輔、歌:水木一郎、コロムビアゆりかご会
エンディングにおいても、一定話数ごとに部分変更がなされていた。オープニング映像の全面変更に合わせ、後期のエンディング映像は以前のオープニングタイトルを短縮して流用していた[注釈 25]。

## 製作
企画は『赤影』を手掛けた脚本家の伊上勝が中心となり、『謎の仮面剣士』『仮面忍者嵐』などの企画書を経て、原作者として石森章太郎を迎え完成作品へと至った。
本作品は時代劇であるが、企画当初予定されていた東映京都から東映東京制作に変更されたため、東京近辺で撮影されている。製作スタジオの東映生田スタジオとしても初の時代劇製作であり、そうした経緯で演出陣には、過去に東映京都に在籍していた内田、折田の両監督が起用された。ただ、折田は忍者物の演出経験はあまりなく、「東京近辺でいかに時代劇が撮れるか、生田スタジオの内田有作所長と、確かめるようにして製作していた」と述懐している。ロケは他社の東京制作の時代劇同様、柿生や鶴川、多摩川周辺が多く、7話や28話など劇中たびたび見られる宿場町は、当時多摩川べりにあった国際放映の時代劇用セットを使用。34・35話では姫路城でロケが行なわれた。美術を担当したエキスプロには時代劇専属のデザイナーがいなかったため、『隠密剣士』の美術を担当した外部デザイナーの阿部三郎がセットデザインを担当した。
当時東村山に住んでいた主演の南城竜也は、始発電車でも集合時間に間に合わないため生田スタジオの守衛室に寝泊まりすることもしばしばあった。
毎日放送は本作品に非常に力を入れており、『仮面ライダー』級のヒットを期待した。ゴールデンウィークの5月3日には、10時15分から10時55分の40分枠で特別番組『へんしん！変身！あらしと仮面ライダー - 変身忍者嵐のひみつ - 』を放送した。これは『ライダー』のスペシャル映像に、科学技術館に視聴者代表の子供たちを招いて行われた公開録画イベントを併せ、さらに第5話「恐怖！ネコマンダラ!!」を加えたもの。よって、この連休中に、5話と6話が一日おきで放送されることとなった。

### 視聴率競争と路線変更
同日にTBS系で『ウルトラマンA』が開始されたことで、キー局エリアの関西地区では10.8%、関東地区では4.1%といった具合に、第1話から視聴率の苦戦を強いられていた。企画の平山亨は「『ウルトラマンA』との視聴率競争に負けたのは、1クール目の特番に原因がある」と語っている。
その対抗策として、たび重なるテコ入れを実行。第13話以降は「時代にそぐわぬ要素で、その奇想天外さを売りにする」として、「血車潜水艦」や「カラス気球」、「鉄人大王」（ロボット）などが登場した。第17話以降は、嵐の活躍場面が増やされた。さらに第21話以降は「西洋妖怪編」がスタート。レギュラーの顔ぶれが変わり、敵が化身忍者から西洋妖怪に変更されるなど、当初の路線とはやや離れる結果となった。一方で、ハヤテやタツマキらの時代劇離れしたカラフルな忍び装束を地味な装束へと変えるなど、より本格時代劇らしい作劇も行なわれた。第3クールでは百地仙人の著した「忍者大秘巻」をめぐるハヤテたちと西洋妖怪軍団による争奪戦が描かれ、第4クールからは「大魔王サタン編」と変わり、ハヤテの母捜しのエピソードがメインテーマとなった。嵐の武器は刀からバトンに、必殺技も「ガンビーム」なる光線技に変更され、出番もクライマックスのみとなった。また、実現はしなかったが第25 - 27話では、仮面ライダーと滝和也をゲスト出演させて血車党の壊滅を描くという、大胆な案も検討されていた。一方の『ウルトラマンA』でも路線変更が度々なされており、現代における研究では双方で視聴率競争によるテコ入れが行われていたとされている。
話題作りとしても、児童層のファンも多かった高見山、ファイティング原田、沢村忠などの有名人がゲストとして出演し、ジャイアント馬場や堺正章などもゲストとして検討されていた。第16話では、監督の折田至が同じ発明協会会員だった縁で、柳家金語楼、山下敬二郎親子がゲスト出演。ほかにも嵐寛寿郎、戸上城太郎などの大物俳優を出演させて映像を引き締めている。
初期のエピソードから化身忍者の怪奇性が強調されてはいたが、中盤の西洋妖怪編では、人間を襲って生き血を吸い吸血鬼に変えて操るドラキュラなど、それまで以上に怪奇性の強いエピソードが多数作られた。折田は、「時代劇ということで、どうしても画面が怖くなってしまうのが反省点だった」としている。
後半で主人公が母を探す展開は、『河童の三平 妖怪大作戦』との類似が関連書籍などで指摘されている。

### キャスティング
平山亨によれば、主演の南城竜也の発声力が弱く、強い声がどうしても出せなかったので、声は9話以降、場面によって池水通洋が吹き替えることになった。また、39話で月ノ輪と合体した後はハヤテの声を市川治が吹き替えている。
嵐は大野剣友会の中村文弥がメインで演じている。嵐は面が重いうえ、トサカの部分が刀を振るのに邪魔になり、また刀を腰ではなく背負って帯びていたのも演りにくかったと述べている。

## 放送リスト
- 出典『3大テレビヒーローシークレットファイル』[43]。

| 放送日        | 話数 | サブタイトル                          | 登場化身忍者、西洋妖怪など | 監督     | 脚本       |
| ------------- | ---- | ------------------------------------- | --- | -------- | ---------- |
| 1972年 4月7日 | 1    | 猛襲!! 怪魚忍者毒うつぼ               | 毒うつぼ（声：渡部猛） | 内田一作 | 伊上勝     |
| 4月14日       | 2    | 怪猿忍者！マシラ現わる!!              | マシラ（声：峰恵研） | 折田至   | 伊上勝     |
| 4月21日       | 3    | 呪いの妖鬼！オニビマムシ!!            | オニビマムシ（声：谷津勲） | 内田一作 | 伊上勝     |
| 4月28日       | 4    | 怪人！卍カマイタチ!!                  | 卍カマイタチ（声：池水通洋） | 内田一作 | 大川タケシ |
| 5月3日        | 5    | 恐怖！ネコマンダラ!!                  | ネコマンダラ（声：市川治） | 折田至   | 浪江志摩   |
| 5月5日        | 6    | 怪奇！死人ふくろう!!                  | 死人ふくろう（声：峰恵研） | 内田一作 | 伊上勝     |
| 5月12日       | 7    | 妖怪！トゲナマズ!!                    | トゲナマズ（声：沢りつお） | 内田一作 | 浪江志摩   |
| 5月19日       | 8    | 怪人！狂い毒蛾!!                      | 毒蛾くノ一（声：菊容子、鳴き声：沼波輝枝） | 内田一作 | 伊上勝     |
| 6月2日        | 9    | まぼろし怪人！カマキリガラン!!        | カマキリガラン（声：八代駿） | 山田稔   | 滝沢真里   |
| 6月9日        | 10   | 死をよぶ！吸血ムカデ!!                | 吸血ムカデ（声：関富也） | 山田稔   | 伊上勝     |
| 6月16日       | 11   | 血どくろ谷のドクモリバチ!!            | ドクモリバチ（声：谷津勲） | 内田一作 | 大川タケシ |
| 6月23日       | 12   | 地獄の怪人！ゲジゲジ魔!!              | ゲジゲジ魔（声：梶哲也） | 内田一作 | 浪江志摩   |
| 6月30日       | 13   | オバケクラゲだ！血車潜水艦だ!!        | オバケクラゲ（声：辻村真人） | 折田至   | 吉岡昭三   |
| 7月7日        | 14   | 血ぐるま怪人集団！総攻撃!!            | - 人喰いガラス（声：峰恵研） - 血車十人衆（声：大野剣友会） | 折田至   | 伊上勝     |
| 7月14日       | 15   | 血どくろ舟！ザリガニ鬼!!              | ザリガニ鬼（声：沢りつお） | 内田一作 | 浪江志摩   |
| 7月21日       | 16   | ロボット！飛行タコ！大作戦!!          | ノミドクロ（声：八代駿） | 内田一作 | 大川タケシ |
| 7月28日       | 17   | 忍者屋敷！怪人ドクダヌキ!!            | ドクダヌキ（声：沢りつお） | 折田至   | 伊上勝     |
| 8月4日        | 18   | イノシシ大砲！百万発!!                | イノシシブライ（声：谷津勲） | 折田至   | 浪江志摩   |
| 8月11日       | 19   | 恐怖の人食い！分身怪人!!              | キバギツネ（声：市川治） | 内田一作 | 大川タケシ |
| 8月18日       | 20   | みな殺し！忍者大決戦                  | カワウソ（声：八代駿） | 内田一作 | 伊上勝     |
| 8月25日       | 21   | 恐怖怪談 吸血鬼！ドラキュラ日本上陸!! | - ドラキュラ（演・声：加地健太郎） - ミイラ男（声：沢りつお） - 狼男 - フランケン - ゴルゴン - スフィンクス                                                          | 折田至   | 伊上勝     |
| 9月1日        | 22   | 恐怖怪談！透明人間対ナゾの剣士        | ミイラ男 | 折田至   | 伊上勝     |
| 9月8日        | 23   | 恐怖怪談！呪いの狼男は誰だ!!          | 狼男（声：沢りつお） | 内田一作 | 伊上勝     |
| 9月15日       | 24   | 恐怖怪談！フランケンの首が笑う        | フランケン（声：阪脩） | 内田一作 | 伊上勝     |
| 9月22日       | 25   | 恐怖怪談！魔女ゴルゴン呪いの城!!      | ゴルゴン（演：原良子） | 折田至   | 伊上勝     |
| 9月29日       | 26   | 死ぬか嵐！恐怖のスフィンクス!!        | - スフィンクス（声：八代駿） - タランチュラ（声：槐柳二） | 内田一作 | 伊上勝     |
| 10月6日       | 27   | 妖怪！毒ぐもタランチュラ!!            | - スフィンクス - タランチュラ - メドーサ（声：沼波輝枝） | 内田一作 | 伊上勝     |
| 10月13日      | 28   | 殺しにやって来る 魔女メドーサ!!       | - メドーサ（演：真理アンヌ） - マーダラ | 折田至   | 伊上勝     |
| 10月20日      | 29   | 死のけむり妖怪！マーダラの恐怖!!      | マーダラ（声：沢りつお） | 折田至   | 浪江志摩   |
| 10月27日      | 30   | 魔女ザルバー！恐怖第三の眼!!          | ザルバー（演：広瀬揚子、声：沼波輝枝） | 内田一作 | 伊上勝     |
| 11月3日       | 31   | 妖怪人形！ドーテムの呪い!!            | ドーテム（声：辻村真人） | 内田一作 | 吉岡昭三   |
| 11月10日      | 32   | 妖怪三十一面相!!                      | モズマ（演：潮健児） | 折田至   | 伊上勝     |
| 11月17日      | 33   | ヒマラヤの死神!!                      | ワーラス（声：沢りつお） | 折田至   | 高久進     |
| 11月24日      | 34   | 謎のにせ嵐出現!!                      | - ゴーレム（演：団巌、声：西崎章治） - にせ嵐（声：池水通洋、西崎章治） - 再生ドラキュラ（演：加地健太郎） - 再生狼男（声：沢りつお） - 再生フランケン（声：八代駿） | 内田一作 | 伊上勝     |
| 12月1日       | 35   | 消えた嵐？妖怪集団が狙う!!            | - グレムリン（演：空飛小助、声：辻村真人） - ゴーレム - 再生ドラキュラ - 再生狼男 - 再生フランケン                                                                   | 内田一作 | 伊上勝     |
| 12月8日       | 36   | 耳をふさげ！地獄の呼び声だ!!          | サイレン（声：牧野和子） | 折田至   | 鈴木生朗   |
| 12月15日      | 37   | バラバラ妖怪！死の船がよぶ!!          | バラーラ（声：山下啓介） | 折田至   | 滝沢真里   |
| 12月22日      | 38   | 謎の剣士 月ノ輪の正体!!               | - 魔神斎 - 骸骨丸 | 内田一作 | 伊上勝     |
| 12月29日      | 39   | あゝ嵐！死す!!                        | - 魔神斎 - 骸骨丸 | 内田一作 | 伊上勝     |
| 1973年 1月5日 | 40   | 空を飛ぶ妖怪城!!                      | インデゴ（声：山下啓介） | 折田至   | 鈴木生朗   |
| 1月12日       | 41   | 母のない子と嵐の母!!                  | ジャワラ（声：西崎章治） | 折田至   | 島田真之   |
| 1月19日       | 42   | 暗黒星雲を呼ぶ悪魔!!                  | バックベアード（声：八代駿） | 内田一作 | 高久進     |
| 1月26日       | 43   | 100万年妖怪のミラー地獄!!             | グール（声：山下啓介） | 内田一作 | 島田真之   |
| 2月2日        | 44   | ゴースト・ファーザー！宇宙大作戦!!    | ゴーストファーザー（声：八代駿） | 折田至   | 滝沢真里   |
| 2月9日        | 45   | 白髪鬼！恐怖バリヤー攻撃!!            | 白髪鬼（声：沢りつお） | 折田至   | 鈴木生朗   |
| 2月16日       | 46   | 見よ！妖怪城の扉が開く!!              | クンバーナ（声：峰恵研） | 内田一作 | 高久進     |
| 2月23日       | 47   | さらば嵐！妖怪城に死す!!              | 再生悪魔道人 | 内田一作 | 伊上勝     |

## 放送局
- 毎日放送（制作局）：金曜 19:00 - 19:30
- NETテレビ：金曜 19:00 - 19:30
- 北海道テレビ：金曜 19:00 - 19:30
- 青森テレビ：土曜 18:00 - 18:30[53]
- テレビ岩手：日曜 10:00 - 10:30[54]
- 秋田放送：日曜 18:00 - 18:30[55]
- 宮城テレビ：日曜 10:30 - 11:00[56]
- 山形放送：土曜 18:00 - 18:30（1972年6月 - 9月） → 月曜 16:30 - 17:00（1972年10月 - 1973年5月）[57]
- 福島中央テレビ：水曜 18:00 - 18:30[58]
- 新潟総合テレビ：火曜 17:20 - 17:50[59]
- 富山テレビ：土曜 18:00 - 18:30[60]
- 石川テレビ：月曜 18:00 - 18:30[61]→月曜 19:00 - 19:30[62]
- 福井放送：金曜 17:00 - 17:30（1973年7月時点、遅れネット）[63]
- 信越放送：土曜 17:30 - 18:00 (1972年4月1日 - 7月1日 [64]) →  土曜 18:00 - 18:30 (1972年7月8日 - 9月30日 [65])  → 金曜 17:20 - 17:50 (1972年10月6日 - 1973年2月16日[66])
- テレビ山梨：土曜 19:00 - 19:30[67]
- テレビ静岡：金曜 18:00 - 18:30[67]
- 中京テレビ：金曜 19:00 - 19:30[68]
- 山陰放送：金曜 18:00 - 18:30[69]
- 岡山放送：日曜 10:00 - 10:30[70]
- 瀬戸内海放送：土曜 19:30 - 20:00[70]
- 広島ホームテレビ：日曜 19:30 - 20:00[70]
- テレビ山口：火曜 18:00 - 18:30[71]
- 南海放送：木曜 18:00 - 18:30[72]
- テレビ高知：火曜 17:15 - 17:45[73]
- 九州朝日放送：金曜 19:00 - 19:30[74]
- 長崎放送：水曜 18:00 - 18:30[74]
- テレビ熊本：金曜 18:00 - 18:30[74]
- 大分放送：水曜 18:00 - 18:30[72]
- 宮崎放送：火曜 18:00 - 18:30[75]
- 南日本放送：火曜 18:00 - 18:30[75]

## 他媒体展開

### 映像ソフト化
すべて東映ビデオより発売。
- ビデオ（VHS、セル・レンタル共通）は全2巻発売。第1巻は第1話・第14話と全予告編、第2巻は第21話から第23話までを収録。
- 1995年（平成7年）9月21日から1996年（平成8年）7月21日にかけてLDが発売された。全6巻の各2枚組で各巻8話（Vol.6のみ7話）収録。
- 2006年（平成18年）12月8日から2007年（平成19年）3月21日にかけてDVDが発売された。全4巻の各2枚組で各巻12話（Vol.4のみ11話）収録。
- 2008年（平成20年）7月21日発売の「石ノ森章太郎 生誕70周年 DVD-BOX」に第1話が収録されている。

### 映画作品
変身忍者 嵐（1972年（昭和47年）7月16日公開）
第6話のブローアップ版。アバンタイトルとサブタイトル、アイキャッチ画面はカットされている。またオープニングは第6 - 37話バージョンの物を使用したが、クレジットロゴはゴシック体に変更された。
東映まんがまつりの一編として上映。同時上映は劇場用新作『魔犬ライナー0011変身せよ!』・『仮面ライダー対じごく大使』と、テレビブローアップ作品『超人バロム・1』・『魔法使いチャッピー』・『国松さまのお通りだい』の計5本。
DVD「変身忍者 嵐 Vol.4」の映像特典や、2007年（平成19年）12月7日に発売された「東映特撮ヒーロー THE MOVIE BOX」および、2009年（平成21年）10月21日発売の「東映特撮ヒーロー THE MOVIE Vol.2」に収録されている。

### 漫画作品
放映と同時期には漫画版が『週刊少年マガジン』、『希望の友』（以上、石森章太郎・作）、『冒険王』（石川賢・作）に連載された。単行本化の際に、『希望の友』版は『新・変身忍者嵐』に、石川賢版は『変身忍者嵐外伝』にそれぞれ改題した。
石川版はテレビ版とほぼ同じストーリー構成だが、石森版の二作品はいずれも血車党を倒した時点で話が終わっている。ただし『希望の友』版は西洋妖怪やUFO、魔神斎の正体など部分的にテレビ版後半の要素も導入されている。また、このうち『週刊少年マガジン』版を下地とした後日談の漫画『変身忍者嵐 SHADOW STORM』も製作されている。
幼児・児童向け雑誌では下記に連載された。『テレビランド』は創刊号が番組終了時期の発売であったため、最終回のみが掲載された。
- 『テレビマガジン』1972年4月号 - 1973年3月号 石森プロ（土山芳樹）
- 『たのしい幼稚園』
  - 1972年4月号 - 5月号 石森章太郎
  - 1972年6月号 石川のりひこ
  - 1972年7月号 - 1973年3月号 石森章太郎・細井雄二
- 『別冊たのしい幼稚園』1972年8月号 - 1973年2月号 細井雄二
- 『おともだち』1972年9月号 - 1973年3月号 石森プロ（細井雄二）
- 『テレビランド』1973年3月創刊号 細井雄二

### 小説作品
『小説 仮面ライダー響鬼』
きだつよし著、2013年、講談社キャラクター文庫
『仮面ライダー響鬼』の小説版。江戸時代を舞台としており、ハヤテ/変身忍者嵐ほか本作品のキャラクターが登場。基本的な設定はテレビ版に準ずるものとなっており、血車党壊滅後の時代を描いている（西洋妖怪以降の設定については未言及）。ハヤテの父・谷の鬼十が鬼の里・吉野の出身で、「鬼の鎧」の開発者でもあったとしている。

### ネット配信
2012年11月から2013年4月まで、YouTubeの「東映特撮 YouTube Official」にて配信が行われたほか、2015年3月から8月まで再配信が行われた。2022年5月1日からは同じくYouTubeの「東映時代劇YouTube」にて第1・2話が配信されている。

### CS放送
2017年2月14日から3月18日まで時代劇専門チャンネル「時専25時」枠（火曜～土曜 1:00 - 2:00、2話ずつ放送。ただし3月18日は1話のみ）にて放送された。4月10日からは同3:00 - 4:00枠で再放送されている。

## 他作品への影響ほか
- 『仮面ライダー龍騎』に登場した仮面ライダーオーディンは嵐の意匠が取り入れられている[78][4]。
- 『仮面ライダー響鬼』の企画段階では、『仮面ライダー剣』を最後に仮面ライダーシリーズの休止を前提とした上で、『変身忍者 嵐』を参考にした作品を制作する予定であったが、スポンサーの意向でシリーズの続行が決定した。その際、当初の企画案がそのまま『響鬼』に転用されたため、同作がシリーズ中の異色作となる要因になった。
  - 『仮面ライダー響鬼』第36話に登場した「鬼の鎧」のデザインは、嵐を参考にして作られた[78][4]。また、劇場版『劇場版 仮面ライダー響鬼と7人の戦鬼』では、「血車党」ならぬ「血狂魔党」が登場している。
  - 江戸時代を舞台とした『小説 仮面ライダー響鬼』には、ハヤテ/変身忍者嵐ほか本作品のキャラクターが登場。#小説作品および仮面ライダー響鬼#小説も参照。
- 『仮面ライダー電王』に登場した味方怪人の一人・ジークにも嵐の意匠が取り入れられている[79]。
- 原作版の設定が、映画「スター・ウォーズ・シリーズ」に似ているとの指摘が公開当時からあり、季刊『映画宝庫』第6号SF少年の夢（芳賀書店、1978年）で小野耕世による評論がある[要ページ番号]。雑誌『宇宙船』vol.6における本作プロデューサー井上雅央の証言によれば「血車魔神斎の正体は宇宙人」という結末も制作当時には予定されており、この案は『希望の友』に連載された原作版の最終話「さらば変身一族」の結末に使われていた[要ページ番号]。
- 覆面プロレスラーの『ハヤブサ』のマスクは、『変身忍者 嵐』を元にしたと、ハヤブサ本人が生前にSNSで発信していた[誰が?][要出典]。